# Bataille de Sétif
 (octobre 2024).
Si vous disposez d'ouvrages ou d'articles de référence ou si vous connaissez des sites web de qualité traitant du thème abordé ici, merci de compléter l'article en donnant les références utiles à sa vérifiabilité et en les liant à la section « Notes et références ».
La bataille de Sétif a lieu le 27 avril 1153, à Sétif, a la suite d'un conflit entre la tribu des Banu Riyāh (une fraction des Banu Hilal) d'une part, et les almohades, menés par le calife Abd al-Mumin, d'autre part. Elle se conclut par la victoire des Almohades. La bataille dura 4 jours.

## Déroulement
Après avoir résolu les questions liées à Mehdiyya et avant de reprendre son périple, Abd al-Mumin convoqua les émirs des Banu Riyâh’ établis en Ifrîkiyya. Il leur tint ce discours : « En tant que musulmans, il est de notre devoir de défendre l'Islam. Actuellement, les polythéistes en Espagne sont puissants, et ils contrôlent de nombreuses provinces qui étaient autrefois sous domination musulmane. Personne ne peut les affronter avec autant d'efficacité que vous, dont les puissants ancêtres ont conquis ce territoire au début de l'Islam. Vous êtes également les mieux placés pour chasser les envahisseurs. Nous vous demandons donc l'aide de 10 000 cavaliers courageux pour combattre au nom de Dieu. » Ils promirent leur soutien et prêtèrent serment , invoquant le nom de Dieu et le Saint Livre. Ensuite, ils marchèrent ensemble jusqu'au défilé de la montagne de Zaghouan.
Cependant, Yoûsef ben Mâlik, l'un des émirs et chefs de tribus des banu hilal, se rendit secrètement et de nuit auprès d’Abd al-Mou’min pour le renseigner sur le désaccord des banu Riyāh concernant le voyage en Espagne. Ils le soupçonnaient de vouloir les faire quitter leur pays et doutaient de la sincérité de sa demande. D'après lui, le principal instigateur de ce discours était Mahrez Ibn Ziyad.
Yoûsef ajouta que les émirs ne respecteraient pas tous le serment prêté. « Eh bien ! » répondit Abd el-Mou’min, « Dieu se chargera de punir le parjure. » Cette nuit-là, les chefs se dispersèrent dans la campagne et rejoignirent leurs tribus. Yoûsef ben Mâlik et tous les Hilaliens de sa tribu restèrent aux côtés d'Abd al-Mumin, qui le surnomma "Yoûsef le véridique".
Quand le roi franc Roger de Sicile apprit l’intention d'une partie des banu Riyāh d'aller a l'encontre d'Abd al-Mumin après avoir récupéré la ville de Mahdia, il députa aux chefs de ceux-ci, pour les encourager dans leurs projets et leur offrir le concours, moyennant livraison d’otages, de 5.000 cavaliers francs. Cependant, les chefs Arabes refusèrent catégoriquement, affirmant fièrement qu'ils pouvaient se débrouiller seuls et préféraient ne recevoir d'assistance que de leurs frères musulmans. Les banu Riyāh demanderont l'aide des autres tribus hilaliennes, notamment la faction des Zughba, qui refuseront. 
‘Abd el-Mou’min ne fit aucune mention de cette affaire et continua rapidement sa marche en direction d'Al-Maghrib al-Adna, jusqu'aux environs de Constantine. Il installa son camp dans un endroit appelé Wàdi’n-Nisâ, riche en pâturages, en cette période printanière. Il y resta vingt jours, prenant soin d'intercepter les routes et d'empêcher tout soldat de quitter le camp. Ainsi, dans le pays, personne n'était au courant de la présence d'Abd el-Mou'min avec une armée aussi imposante. Les rumeurs au contraire laissaient entendre que des nouvelles inquiétantes d'Espagne le faisaient partir en hâte. Rassurés, les banu Riyāh qui l'avaient abandonné revinrent des plaines où ils s'étaient réfugiés et réinvestirent leurs lieux habituels.
Lorsqu'il en eut connaissance, ‘Abd el-Mou’min envoya ses deux fils, Aboû Mohammed et Aboû ‘Abd Allah, avec trente mille guerriers, parmi eux les soldats hilaliens fidèle à Yoûsef ben Mâlik et des guerriers Almohades choisis parmi les plus distingués. Ces deux chefs accélérèrent leur progression à travers des régions inhabitées et surprirent les banu Riyāh par derrière, du côté du désert, coupant ainsi toute possibilité de retraite. Ils étaient établis dans la région de Kairouan, au sud d'une montagne appelée Djebel el-K’arn. Leurs tentes étaient au nombre de 80 000, et parmi les chefs les plus connus des banu Riyāh figuraient Aboû Mah’foûz’, Mas’oûd ben Zemmâm el-Ballât’, Djebbâra ben Kâmil et surtout Marhez ben Ziyâd.
L'irruption soudaine des Almohades sema la confusion parmi eux, et la désunion s'installa parmi eux. Mas’oûd et Djebbâra ben Kâmil s'enfuirent avec leurs tribus, tandis que Mahrez ben Ziyâd tint bon et voulut combattre. Cependant, ses conseils furent ignorés, et seuls un petit nombre parmi les membres de sa tribu restèrent avec lui pour affronter les Almohades. La bataille eut lieu entre le 19 et 29 avril 1160. Décidés à vaincre ou à mourir, le peu de combattants fidèles à Mahrez ben Ziyad coupèrent les jarrets de leurs montures, et pendant trois jours, ils se tinrent de pied ferme au milieu d'un champ de carnage. Bien que la lutte ait été acharnée, Mahrez ben Ziyâd fut tué, sa tête exhibée sur une pique. Cela provoqua la débandade de sa tribu, qui abandonnèrent leurs tentes, femmes, enfants et biens. Tout fut acheminé vers ‘Abd el-Mou’min, encore dans son campement,,,,.

## Conséquences
Il prit soin des femmes arabe, les emmenant avec lui au Maghreb sous bonne garde, traitant leur dignité avec le plus grand respect[réf. nécessaire].
Par la suite, des délégations des Riyâh’ vinrent les unes après les autres pour demander la restitution de ces captives. Les envoyés furent bien accueillis, et leurs demandes furent satisfaites. Bientôt, tous firent de même et se soumirent. ‘Abd el-Mou’min abaissa leur orgueil mais les traita avec générosité et grand respect. Il les renvoya ensuite aux frontières d'Espagne, conformément à l'accord initial. Ainsi, toute l’Ifrîkiyya demeura paisible sous la domination des lieutenants arabes d’Abd el-Mou’min. Parmi les émirs arabes, seul Mas’oûd ben Zemmâm Ballâf conserva son indépendance et resta avec les siens aux extrémités du pays.
Cette bataille sera décisive car annonciatrice du début de l'allégeance de plusieurs tribu hilaliennes au calife Almohade Abd-al-Mumin, en particulier quant à la campagne de guerre sainte en Espagne aux côtés des Almohades.